# Ibtisam
Ibtisam är ett kvinnonamn med arabiskt ursprung. Namnet på arabiska (إبتسام Ibtisām) betyder leende.
Den 31 december 2015 fanns det totalt 271 kvinnor folkbokförda i Sverige med namnet Ibtisam, varav 263 bar det som tilltalsnamn.
Namnsdag: saknas

## Personer med namnet Ibtisam
- Ibtisam Barakat, palestinsk-amerikansk författare och poet
- Ibtisam Lutfi, saudiarabisk sångerska